# Milojko Spajić

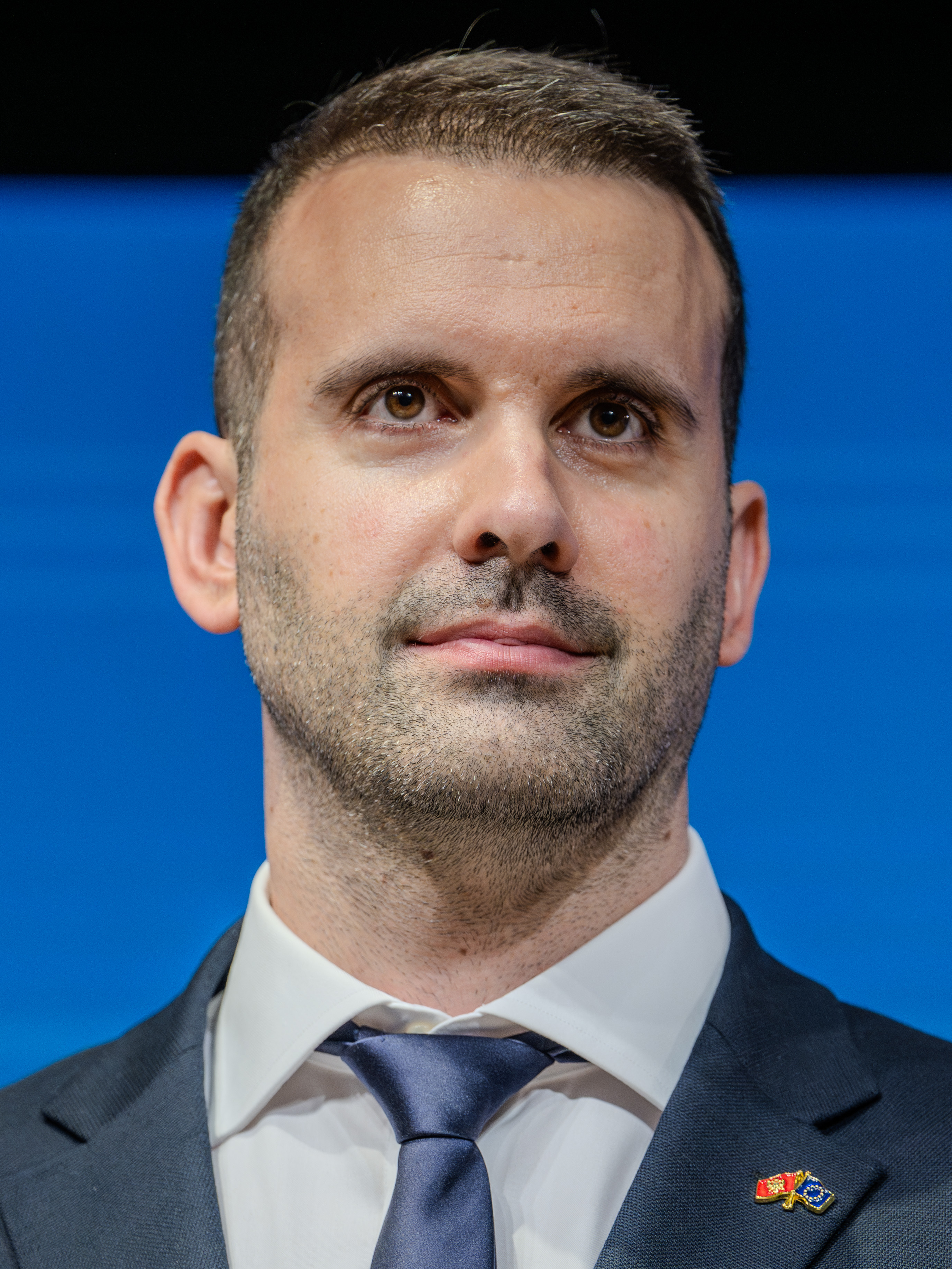
Milojko Spajić (2024)

Milojko Spajić (montenegrinisch-kyrillisch Милојко Спајић; * 24. September 1987 in Pljevlja) ist ein montenegrinischer Politiker und seit Oktober 2023 Premierminister von Montenegro. Er ist Parteipräsident der pro-europäischen Partei Evropa sad!.

## Politische Laufbahn
Am 4. Dezember 2020 wurde Milojko Spajić als Minister für Finanzen und Soziales im Kabinett Krivokapić vereidigt. Während dieser Zeit setzte er das umstrittene Finanzreformprojekt „evropa sad“ zusammen mit seinem Kollegen und jetzigen Parteikollegen und Präsident Montenegros Jakov Milatović um. Dieses Projekt hatte die Beliebtheit der beiden in der Bevölkerung stark steigen lassen, da es unter anderem höhere Renten und Löhne umfasst. Diese Position hatte er aber nur bis April 2022 inne, da die Regierung aufgrund einer politischen Krise zusammenbrach.
Im Jahr 2022 gründete er mit Jakov Milatović seine Partei Pokret Evropa sad! und ist Parteipräsident. Die Partei nahm an den Kommunalwahlen in Montenegro 2022 sehr erfolgreich teil.
Die Partei stellte ihn zur Präsidentschaftswahl 2023 auf. Er wurde jedoch von der Wahlkommission ausgeschlossen, da herauskam, dass er neben der montenegrinischen Staatsbürgerschaft auch die serbische besitzt. Aus diesem Grund wurde Jakov Milatović als Kandidat aufgestellt und später gewählt.
Zur vorgezogenen Parlamentswahl 2023 erreichte Pokret Evropa sad mit ihm als Spitzenkandidat einen erdrutschartigen Sieg und wurde mit 25,6 % Wähleranteil wählerstärkste Partei. Nach über 5 Monate langen Koalitionsverhandlungen konnte eine Regierung mit ihm als Ministerpräsident am 31. Oktober 2023 vereidigt werden.
Milojko Spajić schloss sein Studium an der Universität Osaka, der Universität Saitama und der HEC Paris ab.